# Табнит I

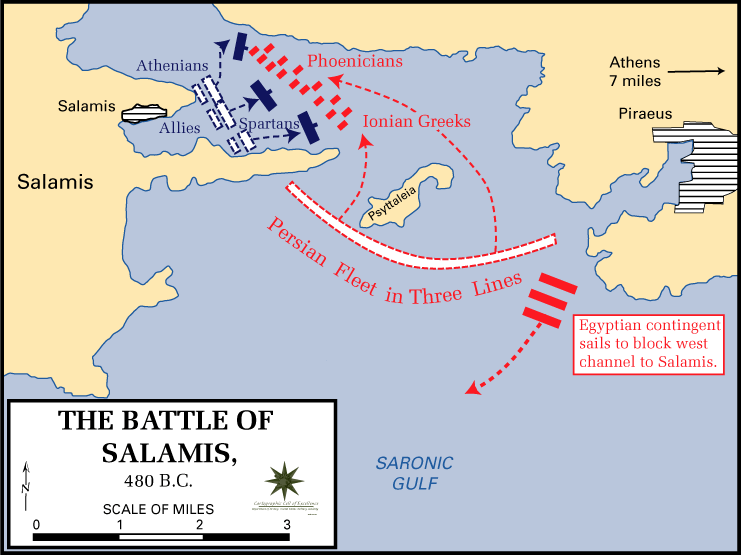
Битва при Саламине

Табнит I (Тетрамнест; финик. Tab-nit , др.-греч. Τετράμνηστος; умер около 475 до н. э.) — царь Сидона в начале V века до н. э.

## Биография
О Табните I сообщается в «Истории» Геродота. Здесь он упоминается под именем Тетрамнест. Также об участии финикийцев в греко-персидских войнах сообщается в «Исторической библиотеке» Диодора Сицилийского.
Табнит I — сын правителя Сидона Эшмуназора I. После смерти отца, скончавшегося в начале V века до н. э., он получил не только власть над Сидоном и всеми его владениями, но и должность верховного жреца богини Астарты. Подчиняясь верховной власти правителя Ахеменидской державы, Табнит I пользовался особым уважением царя Ксеркса I, надеявшегося использовать хорошо оснащённый сидонский флот для войны с Грецией.
В 480 году до н. э. Табнит I принял участие в походе персов против греков. В нём также участвовали и другие финикийские владетели: цари Маттан III из Тира и Мербаал из Арвада. На всех трёх правителей было возложено командование частью персидского флота. По свидетельству Геродота, из 1207-и персидских кораблей 300 триер были предоставлены финикийцами и левантийцами. Из этих судов наиболее боеспособными были корабли из Сидона.
Табнит I был первым из тех персидских военачальников, которые советовали Ксерксу I принять морской бой в Саламинском проливе. Однако сражение завершилось сокрушительным поражением персов от намного меньшего по численности греческого флота, возглавлявшегося Фемистоклом. Подстрекаемый Мардонием Ксеркс I повелел казнить многих финикийских корабелов, по его мнению, виновных в неудачном для персов исходе битвы. По свидетельству Диодора Сицилийского, остатки флота финикийцев, не дожидаясь разрешения персидского царя, покинули прибрежные воды Аттики и отплыли к себе на родину.
После смерти Табнита I около 475 года до н. э. власть над Сидоном унаследовал Эшмуназор II, его сын от брака с единокровной сестрой Амаштарт, также бывшей жрицей богини Астарты.
Сохранился саркофаг, в котором был похоронен царь Табнит I. Он был найден в 1887 году Османом Хамди-беем в царском некрополе Сидона. Этот артефакт был привезён из Египта и, как свидетельствуют остатки сделанной на саркофаге иероглифической надписи, первоначально в нём была похоронена какая-то знатная египтянка. В надписи, сделанной от имени Табнита, царь Сидона угрожал карами тем, кто попытался бы осквернить или разграбить его усыпальницу. Ещё один из саркофагов, как предполагается, принадлежал супруге царя Амаштарт.

## Комментарии
1. ↑  По мнению некоторых востоковедов, Табнит I и Тетрамнес — два разных сидонских царя. Правление первого они относят к 540-м годам до н. э., правление второго — к периоду около 480 года до н. э. На этом основании предполагается, что Табнит I был преемником Эшмуназора I и предшественником Эшмуназора II. Предшественником же царя Тетрамнеста на престоле был его отец Анис, а преемником — Баалшалим I[1].
2. ↑  В «Истории» Геродота Эшмуназор I упоминается под именем Анис[2].